# Pterodroma occulta
Pterodroma occulta je morska ptica iz družine viharnikov, ki je bila prvič opisana leta 2001.
Sedem ptic te vrste so ujeli leta 1927 na morju v bližini otoka Mere Lava v otočju Vanuatu, leta 1983 pa so prvi primerek te ptice ujeli na kopnem v Novem Južnem Walesu v Avstraliji. Prvo potrjeno gnezdišče je bilo odkrito leta 2009 na otoku Vanua Lava v Vanuatuju, po pričevanju lokalnih prebivalcev pa naj bi ta vrsta gnezdila tudi na Mere Lavi. IUCN teh viharnikov še vedno ne obravnava kot samostojno vrsto, temveč kot podvrsto P. cervicalis.

## Opis
V dolžino ta viharnik zraste do 40 cm, tehta pa med 300 in 350 g. Vrh glave je pri odraslih primerkih črne barve, zgornja stran vratu je bela, hrbet temno siv, krila in rep pa so temnih odtenkov. Spodnji del telesa je pretežno bele barve, osnovna peresa pa imajo temno bazo. Starejši primerki postanejo po zgornji strani temnejši. Kot ostali viharniki je to samotarska ptica, ki se večino časa zadržuje nad morjem jugovzhodnega Pacifika. Prehranjuje se z majhnimi ribami in lignji, ki jih lovi med letom na površini vode.